# بطولة العالم للدراجات على المضمار 1955
بطولة العالم للدراجات على المضمار 1955 هي الدورة ال52 من بطولة العالم للدراجات على المضمار، أجريت في ميلانو، إيطاليا.

## النتائج النهائية
| المسابقة                              | ذهبية                 | فضية                    | برونزية               |
| ------------------------------------- | --------------------- | ----------------------- | --------------------- |
| السرعة الفردية                        | أنطونيو ماسبيس (ITA)  | أوسكار بلاتنر (SUI)     | آري فان فليت (NED)    |
| سباق المطاردة الفردية                 | غيدو ميسينا (إيطاليا) | René Strehler (سويسرا)  | فيم فان إست (هولندا)  |
| سباق مطاردة الدراجة النارية للمحترفين | غييرمو تيمونير (ESP)  | والتر بوشر (دراج) (SUI) | جيوسيبي مارتينو (ITA) |